# Lukin
«Lukin» es una canción del grupo de rock Pearl Jam, incluida en su cuarto álbum de estudio No Code. La canción está titulada así por Matt Lukin, quien fuera bajista de los grupos Melvins y Mudhoney.

## Significado de la letra
La canción habla sobre la casa de Matt Lukin y como Eddie Vedder la usaba como refugio. Antes de interpretar la canción en un concierto en Seattle el 16 de septiembre de 1996, Vedder relató que en dos horas estaría "sentado bebiendo una cerveza en la cocina de alguien, riéndose de todo".
La parte de la letra que dice "I find my wife, I call the cops, this day's work's never done/The last I heard that freak was purchasing a fucking gun" se refiere al miedo que sintió Vedder hacia una acosadora.